# Marko Perić
Marko Perić (Donji Jasenjani, 14. listopada 1926. – Rim, 5. lipnja 1983.), prelat Katoličke Crkve koji je služio kao kotorski biskup od 1981. do 1983. godine.
Za svećenika je zaređen 1952. godine. Nakon više svećeničkih dužnosti imenovan je tajnikom mostarsko-duvanjskog i trebinjsko-mrkanskog biskupa Petra Čule. Istodobno je obnašao i dužnost generalnog vikara i generalnog provikara. Čulin nasljednik Pavao Žanić također ga je 1980. imenovao generalnim vikarom, a na toj dužnosti je ostao do imenovanja kotorskim biskupom 1981. godine.